# Alslev
Alslev ist ein dänischer Ort in der Kommune Varde, Region Syddanmark.
Der Ort liegt südwestlich der Kleinstadt Varde.
Alslev liegt an der Sekundærrute 475 von Varde nach Hjerting.
Durch den Ort fließt der Bach Ålegrøften der nordwestlich des Ortes in den Fluss Varde Å mündet.
Als Hauptort des Kirchspiels Alslev Sogn befindet sich hier auch die Alslev Kirke.
Es gibt im Ort eine Grundschule, in der die Kinder bis zur 6. Klasse unterrichtet werden. Ab der 7. Klasse gehen die Kinder in Varde zur Schule.